# Swiri
Swiri (쉬리) è un film del 1999 diretto da Kang Je-gyu.

## Trama
Yu e Lee sono due agenti segreti sudcoreani che hanno lo scopo di rintracciare la pericolosa assassina Lee Bang-hee, la quale nei sei anni precedenti ha ucciso molte personalità di spicco della Corea del Sud. L'assassina fa parte di un'organizzazione terroristica che si è impossessata di una pericolosa bomba; il luogo scelto per la detonazione è lo stadio di Seul, dove si sarebbe svolta un'importante partita di calcio tra Corea del Sud e Corea del Nord, in occasione della quale avrebbero partecipato anche i presidenti delle due nazioni.

## Distribuzione
In Corea del Sud, la pellicola è stata distribuita a partire dal 13 febbraio 1999; da essa è stato tratto il drama coreano Iris.